# Gentileschi (krater)
Gentileschi är en nedslagskrater med en diameter på 20 kilometer, på planeten Venus. Gentileschi har fått sitt namn efter den italienska målaren Artemisia Gentileschi.